# Aproximació WKB
En física matemàtica, l'aproximació WKB o mètode WKB és un mètode per trobar solucions aproximades d'equacions diferencials lineals amb coeficients variables espacialment. Normalment s'utilitza per a un càlcul semiclàssic en mecànica quàntica en què la funció d'ona es refà com una funció exponencial, s'expandeix semiclàssica, i després es considera que l'amplitud o la fase canvien lentament.
El nom és una inicial de Wentzel–Kramers–Brillouin. També es coneix com el mètode LG o Liouville-Green. Altres combinacions de lletres que s'utilitzen sovint inclouen JWKB i WKBJ, on la "J" significa Jeffreys.

## Breu història
Aquest mètode rep el nom dels físics Gregor Wentzel, Hendrik Anthony Kramers i Léon Brillouin, que el van desenvolupar el 1926. El 1923, el matemàtic Harold Jeffreys havia desenvolupat un mètode general per aproximar solucions a equacions diferencials lineals de segon ordre, una classe que inclou l'equació de Schrödinger. L'equació de Schrödinger en si no es va desenvolupar fins dos anys més tard, i Wentzel, Kramers i Brillouin aparentment no eren conscients d'aquest treball anterior, de manera que Jeffreys és sovint descuidat. Els primers textos de mecànica quàntica contenen qualsevol nombre de combinacions de les seves inicials, incloses WBK, BWK, WKBJ, JWKB i BWKJ. Robert B. Dingle ha fet una discussió autoritzada i una enquesta crítica.
Les aparicions anteriors de mètodes essencialment equivalents són: Francesco Carlini el 1817, Joseph Liouville el 1837, George Green el 1837, Lord Rayleigh el 1912 i Richard Gans el 1915. Es pot dir que Liouville i Green van fundar el mètode l'any 1837, i també es coneix com a mètode Liouville-Green o LG.
La important contribució de Jeffreys, Wentzel, Kramers i Brillouin al mètode va ser la inclusió del tractament dels punts d'inflexió, connectant les solucions evanescents i oscil·latòries a banda i banda del punt d'inflexió. Per exemple, això pot passar a l'equació de Schrödinger, a causa d'un turó d'energia potencial.

## Formulació
Generalment, la teoria WKB és un mètode per aproximar la solució d'una equació diferencial la derivada més alta de la qual es multiplica per un petit paràmetre ε. El mètode d'aproximació és el següent.
Per a una equació diferencial {\displaystyle \varepsilon {\frac {d^{n}y}{dx^{n}}}+a(x){\frac {d^{n-1}y}{dx^{n-1}}}+\cdots +k(x){\frac {dy}{dx}}+m(x)y=0,} assumir una solució de la forma d'una expansió en sèrie asimptòtica {\displaystyle y(x)\sim \exp \left[{\frac {1}{\delta }}\sum _{n=0}^{\infty }\delta ^{n}S_{n}(x)\right]} en el límit δ → 0. L'escala asimptòtica de δ en termes de ε estarà determinada per l'equació; vegeu l'exemple següent.
Substituir l'ansatz anterior a l'equació diferencial i cancel·lar els termes exponencials permet resoldre un nombre arbitrari de termes Sn(x) en l'expansió.
La teoria WKB és un cas especial d'anàlisi a escala múltiple.

## Aplicació en mecànica quàntica no relativista

Aproximació WKB al potencial indicat. Les línies verticals mostren els punts d'inflexió

L'exemple anterior es pot aplicar específicament a l'equació de Schrödinger unidimensional i independent del temps,

Densitat de probabilitat per a la funció d'ona aproximada. Les línies verticals mostren els punts d'inflexió

{\displaystyle -{\frac {\hbar ^{2}}{2m}}{\frac {d^{2}}{dx^{2}}}\Psi (x)+V(x)\Psi (x)=E\Psi (x),} que es pot reescriure com {\displaystyle {\frac {d^{2}}{dx^{2}}}\Psi (x)={\frac {2m}{\hbar ^{2}}}\left(V(x)-E\right)\Psi (x).}